# لانتسيلن من كليتغاو

شعار كونتات هابسبورغ لاحقاً

لانتسيلن (بالألمانية: Lanzelin)‏ أو كانتسيلن أو لاندولت دي كليتغاو (توفي. أغسطس 991)؛ هو أحد أسلاف آل هابسبورغ العريقة، ربما يعتبر والد الكونت رادبوت مؤسس قلعة هابسبورغ، وأيضا أطلق على نفسه غراف آلتنبورغ بي بورغ.
هو ابن غونترام الغني في حين لم يذكر اسم والدته، وبسبب تناقضات في المصادر مع بعضها البعض لم يثبت اسم زوجته بحيث ربما تكون ليوتغارد من نيلينبورغ أو ليوتغارد من ثورغاو، وأنجبت له:-
- فيرنر الأول (حوالي 980/975 - 1028)؛ أصبح أسقف ستراسبورغ.
- رادبوت (حوالي.985 - قبل.1045)؛ كونت كليتغاو، سلف آل هابسبورغ.
- رودولف الأول (حوالي 990/885 - قبل.1064)؛ كونت آلتنبورغ.
- ربما لاندولد الثاني (حوالي.992 - أكتوبر 1027)؛ يعتبر سلف آل تسرينغن من ناحية الإناث.[3]